# Cantonul Pontchâteau
Cantonul Pontchâteau este un canton din arondismentul Saint-Nazaire, departamentul Loire-Atlantique, regiunea Pays de la Loire, Franța.

## Comune
- Besné
- Crossac
- Pontchâteau (reședință)
- Sainte-Anne-sur-Brivet
- Sainte-Reine-de-Bretagne
- Saint-Joachim